# Іштван Хорват (політик)
Іштван Хорват (угор. Horváth István, 1 вересня 1935, Пакш) — колишній угорський політик-комуніст, двічі Міністр внутрішніх справ: у 1980—1985 та 1987—1990 роках.
Вивчав юриспруденцію у ELTE. Став членом Угорської соціалістичної робітничої партії в 1956 році. Був першим секретарем угорського комсомолу (KISZ) (1970—1973), першим секретарем партійного комітету УРСП у Бач-Кішкуні (1973—1980), членом центрального комітету (1970—1989), його секретарем (1985—1987). Член парламенту Угорщини (1971—1975) та президентської ради (1971—1975).
Перший міністр внутрішніх справ у 1980—1985 роках. Намагався проводити деякі обережні реформи. Другий термін на посаді міністра (1987—1990) не мав особливих рис. Подав у відставку після того, як стало очевидно, що секретна поліція стежила за опозицією навіть в останні дні режиму Кадара.